# Dorylus diadema
Dorylus diadema is een mierensoort uit de onderfamilie van de Dorylinae. De wetenschappelijke naam van de soort is voor het eerst geldig gepubliceerd in 1859 door Gerstäcker.